# Il coraggio quotidiano
Il coraggio quotidiano (Kazdy den odvahu) è un film del 1964 diretto da Evald Schorm.

## Trama
Jarda è un fervente comunista che abbraccia completamente gli ideali del suo partito. Attorno a lui però vede gente demotivata e disillusa. Si renderà conto anche lui di aver combattuto per nulla. 

## Riconoscimenti
- 1966 - Festival del cinema di Locarno
  - Gran premio della giuria dei giovani